# مهماندوست عليا (نير)
مهماندوست عليا هي قرية في مقاطعة نير، إيران. عدد سكان هذه القرية هو 375 في سنة 2006.